# 陸験
陸験（陸驗、りく けん、生没年不詳）は、南朝梁の官僚。本貫は呉郡呉県。

## 経歴
若くして貧困に苦しみ、素行が悪かった。その容貌は醜く、先立って外国から献上されたサイになぞらえて、郷里の人々には「生犀」と呼ばれた。同郷の富豪であった郁吉卿に仕え、郁吉卿に銭や米を借りて商売を始めると、千金を動かすようになった。建康に出ると、資金をばらまいて権貴に仕えるようになった。朱异により有徳の人物として推挙され、武帝に抜擢されて、相次いで少府丞や太市令を歴任した。任務にあたって非情で苛烈だったため、商人たちに恐れられた。陸験は朱异や徐驎と昵懇だったことから、当時の人々はこの3人を「三蠹」と呼んだ。
陸験は侵奪を得意として、数年で高官の列に登り、官は太子右衛率に進んだ。太清2年（548年）、侯景が反乱を起こして建康を包囲すると、陸験および朱异・徐驎・周石珍らを政治を乱した姦臣として列挙して、その処刑要求を掲げた。ときに侯景は武帝がすでに亡くなったと偽りの噂を流したので、皇太子蕭綱は人心の動揺を静めるため、武帝に輿に乗って城壁を巡回するよう願い出た。武帝が城壁に登ろうとすると、陸験は「陛下は万乗の重きにあられるかたで、軽々しく動かれてはなりません」と言って泣いたので、武帝はその言に感じ入って大司馬門に赴くにとどめた。
後に陸験が死去すると、右衛将軍の位を追贈された。 

## 伝記資料
- 『南史』巻77 列伝第67